# Лещидул-Новіни
Лещидул-Новіни (пол. Leszczydół-Nowiny) — село в Польщі, у гміні Вишкув Вишковського повіту Мазовецького воєводства.
Населення — 1193 особи (2011).
У 1975-1998 роках село належало до Остроленцького воєводства.

## Демографія
Демографічна структура станом на 31 березня 2011 року:
|          | Загалом | Допрацездатний вік | Працездатний вік | Постпрацездатний вік |
| -------- | ------- | ------------------ | ---------------- | -------------------- |
| Чоловіки | 598     | 147                | 389              | 62                   |
| Жінки    | 595     | 152                | 329              | 114                  |
| Разом    | 1193    | 299                | 718              | 176                  |